# 名鉄DB5形ディーゼル機関車
名鉄DB5形ディーゼル機関車（めいてつDB5がたディーゼルきかんしゃ）は、かつて名古屋鉄道で運用されたディーゼル機関車である。1両（5）が存在した。

## 概要
1954年（昭和29年）3月、日本輸送機が製造した小型（8ｔ）のディーゼル機関車である。私有車であり所有権は日本レイヨン、車籍は名古屋鉄道であった。国鉄E型貨車移動機と同型である。
挙母線大樹寺駅から伸びる同社岡崎工場専用線で運用されたが、1969年（昭和44年）にDB75形が同線に導入されたことに運用機会は減少し、1970年（昭和45年）1月に廃車された。